# モンタギュウ・ロウズ・ジェイムズ
モンタギュウ・ロウズ・ジェイムズ（Montague Rhodes James、1862年8月1日 - 1936年6月12日）は、イギリスの小説家。日本ではファーストネームとミドルネームは「M・R・ジェイムズ」と略されることが多く、ミドルネームは「ロード」と読むこともある。
古文書学者としての余暇に書いた怪奇小説で人気を博した。アルジャーノン・ブラックウッド、アーサー・マッケンとともに近代イギリス怪奇小説の三巨匠と称される。

## 生涯
ケント州の牧師の家に生まれ、サフォーク州ベリー・セント・エドマンズ近くのリバームアの牧師館で育つ。ケンブリッジ大学を卒業し、古文書学者、聖書学者として名声を得て、フィッツウィリアム博物館長、ケンブリッジ大学博物館長を務める。1905年にキングス・カレッジで教鞭をとり、イーストン校の学長を経て、1913年にケンブリッジ大学の副総長となった。小説家としては1893年にケンブリッジでの茶話会で朗読された自作の「アルベリックの貼雑帳」が評判となり、1895年に『ナショナル・レビュー』誌に発表されたことでデビューを果たした。以後、学内誌や学術誌に作品が掲載されるようになり、1904年に怪奇小説集『好古家の怪談集』を出版。晩年にメリット勲章を授与された。愛称はモンティ。
生涯独身で過ごしたが、『好古家の怪談集』の挿絵を描いた友人ジェイムズ・マクブライドの没後は、その未亡人と遺児を庇護した。
学者としての多数の著述に加えて、短編怪奇小説31作と長編童話1作を書いた。レ・ファニュの短編集を編集して再評価のきっかけを作ったほか、ハンス・クリスチャン・アンデルセンの英訳もある。エリザベス・ギャスケルやジョージ・マクドナルド、エルクマン＝シャトリアン、ドロシー・L・セイヤーズの作品を好んだという。ピアノ演奏をよくし、モーツァルトやハイドンの曲をひいた。愛猫家である一方、蜘蛛が大の苦手だったという。

## 作品
作風は伝統的なテーマ、形式の怪談を巧妙に語るもので、長く人気を保っている。好古家（antiquary）が古文書や歴史的遺物、史跡を調べたり、入手したりして怪異に巻き込まれる話が多い。自らの作風を19世紀的であり、20世紀的ではないと評している。古風であるがゆえに安定した人気があり、英米では作品集が常に版を重ねた。
英国では1970年代に、BBCによりテレビドラマ化された。詳細は「A Ghost Story for Christmas」を参照。 

### 主要な作品

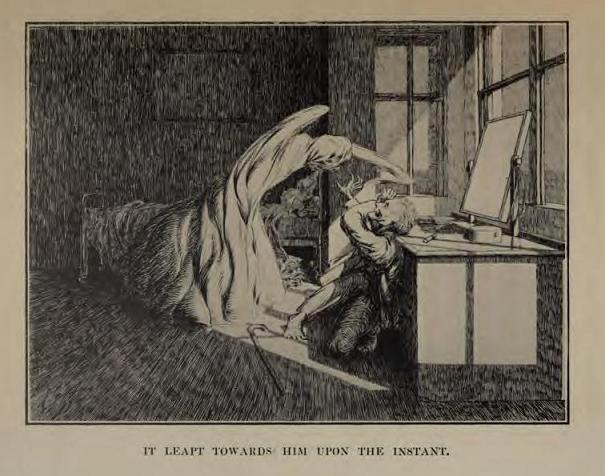
『笛吹かば現れん』の挿絵

- アルベリックの貼雑帳 Canon Alberic's Scrap-book 1893年
- 消えた心臓 Lost Hearts 1893年
- 銅版画 The mezzotint 1904年
- 笛吹かば現れん Oh Whistle, and I'll come to you My Lad 1903年
- 人を呪わば Casting the Runes 1911年
- 五つの壷 Five Jars 1920年 童話

### 作品集
- 『好古家の怪談集』アーノルド社 1904年
- 『続・好古家の怪談集』1911年
- 『痩せこけた幽霊』1919年
- 『怪異と呪い』ノース社 1919年（『好古家の怪談集』から4編を収録）
- 『猟奇への戒め』1925年

### 邦訳
日本では小説が全て翻訳されている。短編が中心であるため、アンソロジーに収録されることもある。
- 紀田順一郎訳『M・R・ジェイムズ全集』上・下 創土社 1973年
- 紀田順一郎訳『M・R・ジェイムズ傑作集』東京創元社創元推理文庫 1978年
- 紀田順一郎訳『M・R・ジェイムズ怪談全集』創元推理文庫（1・2） 2001年。21篇
- 紀田順一郎訳『五つの壺』早川書房ハヤカワ文庫FT7 1979年（ジョージ・マクドナルド作品とのアンソロジー）
- 南條竹則訳『消えた心臓／マグヌス伯爵 好古家の怪談集』光文社古典新訳文庫 2020年